# Station Caledonian Road & Barnsbury
Caledonian Road & Barnsbury is een spoorwegstation van London Overground aan de North London Line. 